# 창조과학
창조과학(創造科學, 영어: creation science, scientific creationism)은 문자적이고 무오류적인 해석을 바탕으로 성경에 기록된 역사를 과학적으로 입증하려는 젊은 지구 창조론 기반의 유사과학이다. 19세기 말, 미국에서는 제칠일재림교 출신자들에 의해서, 1960년대 한국에서는 통일교에 의해 본격적으로 시작되었다. 종교적 반지성주의의 대표적 사례로 창조과학은 문자주의적인 창세기 해석을 바탕으로 지질학, 우주론, 진화 생물학, 고고학, 역사, 언어학 등의 다양한 주류 과학 이론 및 패러다임을 반증하거나 재해석할 수 있다고 보며 창조론, 전지구적 노아의 홍수, 생명의 진화 부정 등을 주장한다.
창조과학은 초자연적 원인으로 자연사를 설명하려 하고, 검증가능한 가설을 제시하지 않는 등 과학적 방법론을 사용하지 않기 때문에, 과학계의 압도적 다수는 이를 과학으로 간주하지 않는다. 생물학자들은 창조과학이 학문적이지 않으며, 심지어 부도덕한 사기극으로, 교육에 매우 해로운 결과를 초래한다고 비판했다.

## 역사
교회사학자인 마크 놀은 창조과학의 근원을 조지 맥크리디 프라이스(1870년-1963년)가 1923년에 발표한 《새로운 지질학》(The New Geology)으로 보고 있다. 프라이스는 19세기 미국에서 발생한 기독교 근본주의적인 성격을 가진 개신교단인 제칠일재림교의 교인으로 재림교 창립자 중 한명인 설교자 엘렌 화이트의 계시에 따른 성경해석에 근거하여 문자적 창조를 과학적으로 이해하기 위해 이 책을 발표했다. 아마추어 지질학자였던 프라이스는 이 책에서 지구의 나이는 6,000-8,000년이고, 창조는 구약성서 창세기 1장과 2장의 창세설화처럼 6일 동안 이루어졌으며, 지구의 지층과 화석 기록은 노아의 홍수 때 일시적으로 형성된 것이라고 주장을 하였다. 하지만, 이 책은 발간 당시에는 기독교계에 큰 영향을 주지는 못했다.
1961년, 그레이스 신학교(Grace Theological Seminary)의 신학자였던 존 위트콤과 수력공학자였던 헨리 모리스가 자신에게 큰 영향을 준 프라이스의 책에 기반하여 《창세기 대홍수》(The Genesis Flood)란 책을 발표하게 된다. 이 책은 일부 기독교 독자들에게 폭발적인 반향을 불러 일으켰고, 단기간에 미국의 근본주의 기독교인들에게 큰 인기를 끌며 여러 나라로 번역되어 출판되었다. 이 책은 또한 미국 기독교 라디오 방송국 등지에서 정기적으로 거론되며 근본주의 기독교계가 주도한 홈스쿨 운동의 핵심 서적이 되었다. 헨리 모리스는 이 책의 성공을 바탕으로 창조연구회(Creation Research Society)와 창조과학회(The Institute of Creation Research)를 설립하고 본격적으로 창조과학 교육 활동을 시작했다. 이 당시의 창조과학 운동은 기존의 지질학을 부정하는 형태로 나타났으며, 이후에 조나단 웰스에 의해 정리되어 통일교의 영향을 받아 반진화 운동처럼 변질되었다.
현재 창조과학이 가장 왕성하게 활동하는 국가는 미국이며, 특히 ICR(Institute for Creation Research), CMI(Creation Ministries International) 그리고 AiG(Answer in Genesis)라는 그룹을 중심으로 이루어지고 있다. 또 이 운동은 교회, 종교 미디어를 통한 대중화된 형태로 다양한 국가에서 나타났는데, 한국에서는 80년대에 창립된 한국창조과학회라는 단체를 통해 이 운동이 전개되었다. 이슬람이 주류를 이루는 지역임에도 터키와 같은 국가는 미국 복음주의의 영향을 받아 잘 조직화된 창조론 운동이 존재하고 있다.

## 주장

### 과학의 정의
미국의 가장 큰 창조과학 단체인 AiG의 창설자 켄 햄의 주장에 따라 과학을 '기원과학'과 '실험과학'으로 재분류한다.

### 우주의 나이
성경의 창세 신화를 문자적으로 해석하여 6일 동안에 우주와 지구가 창조되었다고 보고, 우주의 나이가 6,000-12,000년 정도라고 주장한다. 이는 현대 천문학의 연구 결과와 대립하며 과학적인 주장으로 고려되지 않고 있다. 일례로 지구에서 수십억 광년 거리에 있는 별을 관측할 수 있는 것을 들 수 있는데, 따라서 우주의 나이는 별빛이 지구에 도달하기 위해 걸린 수십억년보다는 더 많아야 함을 보여준다. 현재 천문학자들 사이에서 널리 받아 들여지고 있는 우주의 나이는 137.5 ± 1.1 억년이다.

### 지구의 나이
창조과학 지지자들은 젊은 지구 창조론을 주장하는 것이 일반적이지만, 오랜 지구 창조설을 주장하는 창조과학의 입장도 있고, 유익한 돌연변이를 인정하거나 인정하지 않는 주장이 나뉘는 등 하나로 정해지지 않은 다양한 입장을 보인다.
주류 창조과학인 젊은 지구 창조론에 의하면 우주와 지구의 나이는 6,000년이다. 이 나이는 구약성서의 족장설화에 나오는 족장 족보를 바탕으로 추정된다. 이는 지질학자들이 밝혀낸 지구의 나이인 약 45억 년과는 큰 차이가 있다. 지층에 대해선 창조과학 지지자들은 창세기에 기록된 노아의 홍수 시에 전지구적인 격변이 있었고 이 과정을 통해 모든 지층이 1년여에 걸친 짧은 기간동안 모두 형성되었다고 주장한다.
학계에서 절대 연령 측정법으로 활용되는 방사성 동위 원소에 의한 방사능 연대 측정을 창조과학 지지자들은 정확하지 않다고 하며, 이 방법에 근본적인 문제가 있다고 주장한다. 그 중 하나는 동위원소 측정법에 필수 요소인 초기 조건의 가정에 문제가 있다는 것이다. 우라늄과 납의 동위원소 측정법을 보아도 초기에 순수한 우라늄으로만 이루어졌다는 가정이 근본적으로 사실인지 알 수 없다는 주장을 한다. 창조과학회에서는 살아있는 나무 껍질에 대한 탄소 연대 측정이 10,000살로 나온다고 주장하며, 이처럼 결과값이 널뛰기하는 경우가 너무 많다며 방사능 연대 측정은 정확하지 않다고 주장한다.
창조과학 지지자들은 헬륨은 1년에 일정한 양 만큼만 만들어진다고 주장하며, 어디서 어떻게 헬륨이 형성되는지는 명시하지 않았다. 그러나 일정한 양만큼 만들어진다는 주장 역시 전혀 근거가 없음에도 불구하고 이들은 지구 대기의 헬륨 양만을 기반으로 지구의 나이가 만년 이하라고 주장한다. 하지만, 헬륨 분출은 일정하지 않으며 지구의 나이를 측정하는 도구로 사용될 수 없다. 또한 우주진의 양과 운석의 수를 가지고도 같은 주장을 한다.

### 격변설
창조과학에서는 노아의 홍수가 전지구적인 현상이었고, 지구는 1년여간 물에 잠겨있었기에 당시 격변을 통한 현재의 지질학적인 구조와 화석이 일시에 형성되었으며, 홍수에 쓸려나간 나무들이 지금의 석탄을 형성하게 되었다고 주장한다. 이 노아의 홍수를 과학적 사실로 보는 주장이 바로 위트콤과 모리스가 창조과학이라는 시작하면서 제시한 가장 중요한 문제였다.
허나, 현대 고생물학 및 지질학에서도 격변의 존재를 부정하지 않으며 심지어 페름기 대멸종이나 K-T 대멸종 등 대량절멸을 유발한 대격변이 현재까지 지구 역사상 최소 다섯 번 이상 존재함을 이미 밝혀내었음에도 이들은 현대 지질학이 무조건 점진적이고 누적적인 과정만을 주장한다고 설정한 다음 이를 반증하여 대격변이 실재했으며, 이 격변은 노아의 홍수라는 주장을 하고 있다. 이는 상대방의 주장과 유사하지만, 사실관계가 틀린 주장을 상대방의 주장으로 설정하여 이를 반증함으로써 논쟁에서 이기려는 전형적인 허수아비 때리기 오류이다.

### 사람과 공룡의 공존
창조과학에서는 사람과 공룡이 공존했다고 주장한다. 창조과학 지지자들은 앙코르 와트 사원에 스테고사우루스로 보이는 부조가 새겨져 있다는 것을 그 증거로 제시하고 있다. 그러나 위 유적에서 발견된 부조는 해부학적으로 스테고사우르스와 유사하지 않다는 분석이 제기되었다. 공룡과 유사한 동물의 존재는 여러 신화적 문헌에서 나타나고 있으나, 이들 동물들은 대부분 공룡의 골격과 정확히 일치하는 것이 아니라 공룡의 특징과 현대 동물들의 특징이 혼합되어 있어, 역사가들은 이 동물들이 공룡 화석으로부터 상상된 존재일 것으로 추정하고 있다.

### 생물의 진화 부정
창조과학 지지자들은 지구상의 생명체는 6일간의 창조동안 고정된 종류(kind) 또는 창조된 종류대로 창조되었고, 그 뒤 짧은 지구의 역사 속에서 노아의 홍수라는 대격변을 거치면서 많은 환경의 변화가 있었다고 주장한다. 특히 공룡을 포함한 화석으로만 발견되는 멸종된 고생물은 노아 홍수 시에 일어난 환경적 대격변에 적응하지 못해 멸종한 생물들의 흔적이며, 현대에 발견되는 대부분의 화석들도 대홍수 시기 일시에 흙 속에 매몰된 생물들의 흔적이라고 설명한다. 따라서 육지에 서식하는 종들은 노아의 방주에 탔던 종들 중 홍수의 원인이었던 급격한 지각 변동과 이로인한 평균 기온 하락으로 인해 초래된 빙하기 이후에 멸종되지 않고 살아서 지금까지 남아 있는 것이라고 주장한다.
추가로 지질 시대별 발견되는 고생물의 화석이 다른 것 역시 노아 홍수 때에 서식지의 높이 차이로 인하여 아래 쪽부터 그러한 순서대로 퇴적층에 쌓여 화석으로 남아 있게 되었다고 한다. 이러한 주장은 기존의 고생물학은 물론 근대 지질학의 성과 또한 전면 부정하는 것이다.
또한 열역학 제2법칙에 따라 하나의 계는 시간이 지날수록 점점 엔트로피가 높아져야 하는데 생물은 외부 환경보다 엔트로피가 낮으므로 진화로 만들어지는게 불가능하다는 창조과학계의 주장도 있다. 따라서 점점 저등 생물로 퇴화해가야 한다고 주장한다.
그러나 열역학 제2법칙은 '열적으로 고립된 거시계'라는 전제 조건이 필요하고 지구는 태양이나 운석의 예에서 볼 수 있듯 외권과 상호작용하는 계이므로 고립된 계라고 볼 수 없다. 게다가 하나의 계 내에서 엔트로피가 상대적으로 낮은 부분이 존재하는 현상도 흔히 나타나며, 생물도 그 중에 하나이므로 이 주장은 설득력이 없다. 또한 퇴화는 진화의 일부이며, 진화는 진보가 아닌 다양성의 증가를 말하므로 저런 주장은 전혀 맞지 않다. 더욱이 생명체가 노화로 인해 죽는 과정을 볼 때, 엔트로피 법칙의 적용이 전혀 안된다는 주장은 어불성설이다.
한편, 2014년에는 직접 진화의 과정 전체가 관찰되기도 함으로써 생명체의 진화라는 현상 자체는 어떠한 이론이나 종교적 입장과는 별개로 생물계에서 실제로 발생하고 있는 자연 현상이라는 사실을 뒷받침한다. 따라서 진화를 부정하는 것은 일종의 현실 부정으로 여겨진다고 볼 수 있다.

### 음모론
창조과학 지지자들은 세계의 과학자들이 진화를 주장하기 위해 창조과학자들을 억압하고 있다고 주장한다. 또 이들은 창조과학으로 인해 학위를 따는데에 있어서 제도권 대학으로부터 불이익을 자주 당한다고 주장한다. 논문 등을 게재하려고 할 때에도 여러 저널에서 거부되는 이유가 기존 과학자들의 텃세와 음해 때문이라고 한다. 벤 스타인을 비롯한 창조과학 신봉자들은 이를 영화로까지 만들며 대중화시키고자 하였으나, 이는 사실이 아닌 일종의 음모론으로 다른 중요한 이유들로 인해 해당 신봉자들이 학위를 따는데 실패한 것이다. 창조과학회에서도 이 점을 종종 인정하고 있다. 또한 이들은 과학적 사실인 진화를 사상으로 왜곡해서 중고등학교 및 대학교 과학 교과과정에 창조론을 넣은 과학 교과서를 제공해야 한다고 주장하기도 한다.

## 비판

### 과학철학적 비판
칼 포퍼의 반증주의적 관점에서 창조과학은 과학이 아니다. 창조과학의 기본 전제는 초자연적 절대자의 존재인데 이는 반증 불가능하다. 급진적 상대주의로 평가되는 파이어아벤트의 관점에서도 창조과학을 가르치려면 다른 유사과학과 신화, 소설도 과학 교과서에서 가르쳐야 한다. 또한 창조과학은 성경에 근거하여 자연현상을 해석하며, 이 성경은 오류가 없으므로 수정이 불가능하다고 주장한다. 이로인해 많은 과학자들은 창조과학이 비과학적일 뿐만 아니라, 과학에 대한 대중의 이해를 종교적인 이유로 방해한다는 비판을 가하고 있다.

### 종교계의 비판
창조과학은 일반적으로 근본주의 계열을 제외하고 가톨릭, 성공회, 미국 장로교, 미국 감리교 등 유신진화 가능성을 인정하는 교파와 대부분의 신학계 전반에서는 수용하지 않는 주장이다. 그러나 여전히 남침례회, 형제운동, 재림교회, 그리스도의교회, 성경침례교회 등 축자영감설을 신봉하는 자들이 다수인 교단들은 창조과학을 공식적으로 지지한다. 제2차 바티칸 공의회를 부정하는 전통주의 가톨릭 단체들도 창조과학을 신봉하는 경우가 있다.

#### 미국
주류 복음주의 그룹에서 창조과학은 지나치게 축자영감설적 성서 이해에 치우쳐있어 지지를 받지 못하는 경우가 많다. 마크 놀과 같은 복음주의 신학자들은 창조과학이 기독교 근본주의의 반지성주의적인 경향에 기초하여 인문학, 사회학, 종교학, 자연과학 등 다양한 학문들을 통한 성서의 연구가 아닌 이를 배척만하는 폐쇄성을 부추기는 폐단을 끼쳤음을 지적했다.
신학계의 이러한 경계에도 불구하고 대중적 지지를 등에 입은 창조과학 운동은 공립학교의 생물학 교육 정책에 영향을 주려는 시도를 지속적으로 하고 있다. 이러한 창조과학 지지자들의 시도는 미국 수정 헌법 제1조에 의거한 정교분리 원칙에 위배된다는 판결을 여러차례 받은 바 있다. 이후 창조과학계는 지적 설계론으로 최대한 기독교 색채를 배제한 방식을 시도하였으나, 이 또한 도버 재판에서 기각되었다.

#### 한국
칼뱅주의 신학이 주축인 보수적인 장로교와 개혁교회가 대세를 이루는 대한민국 개신교계에서는 교파에 상관없이 상당수의 교인들과 목사들이 창조과학적 개념을 수용한다.
이들은 '성서는 있는 그대로 성령의 영감으로 기록된 정확 무오한 하나님의 말씀이다'라는 성서무오설에 근거하여 성서에 언급된 이야기들을 실제로 있었던 역사적, 과학적 사실로 해석한다. 따라서 창세기에 기록된 하나님에 의한 창조의 역사는 과학을 비롯한 우주를 창조한 하나님이 과학의 범주 밖의 능력을 행하여 이룩한 역사로서 시간과 공간을 초월할 수 있는 신의 능력의 결과로 성경에 기록된 6일 간의 창조가 가능하다고 믿는다. 그리고 이와같은 하나님의 창조 역사는 과학으로 입증 가능한 범위를 벗어나 있기 때문에 과학으로는 증명이 불가능하나, 그 결과로 생겨난 자연의 흔적들은 과학적인 방법으로 충분히 입증할 수 있는 역사적 사실로 이해한다.
하지만 이러한 창조과학계의 주장은 문자주의적 해석에 대한 입장에 따라 달리 받아들여지고 있다. 창조과학을 지지하는 신학자, 목사들은 창세기의 내용이 문자 그대로 사실이며, 이것을 믿지 않는 믿음은 반기독교적인 세계관을 받아들여 무신론과 타협한 믿음의 변질이라 판단한다. 반면 이들의 성경 해석을 지지하지 않는 다른 신학파들은 창세기의 창조 기록을 신학적인 내용을 담은 상징적인 문학의 형식이라고 보고 있다. 창세기의 창조 기록이 과학적, 역사적 사실이냐의 여부보다는 그 의미가 무엇이냐를 생각하는 것이 중요하다고 이해한다.
창조과학계 내에서도 젊은 지구 창조설의 경직성에 대한 지적이 있어 왔고, 좀 더 유연한 형태의 창조설을 주장하는 학자들의 이탈이 있기도 했다.

### 교육계의 비판
미국 테네시 주에서는 창조과학자들의 의견을 받아들여 버틀러 법을 제정해 진화론을 교과서에서 축출하는 반과학적 행보를 보인적 있으며, 다른 주에서도 유사한 반진화론적 법을 제정하여 공립학교에서 진화론 교육을 금지하거나 크게 제한했었다. 하지만 소련의 과학 기술이 미국을 앞질렀다는 스푸트니크 쇼크 이후 미국은 다시금 기초과학을 중시한 교육의 법제화를 시도하였고, 1960년대부터 종교색을 배제하고 과학적 입장에서 저술한 교과서를 널리 보급할 수 있게 되었다. 한국의 교육계는 창조과학같은 유사과학이 진화론을 무분별하게 공격하여 교과서에서 제외시킨다면, 한국도 과거 미국과 같은 전철을 밟을 수 있다는 우려를 갖고 있다.

## 같이 보기
- - 젊은 지구 창조설
  - 오랜 지구 창조설
  - 유신진화론
  - 지적설계
  - 미세조정 우주
- 기독교 근본주의
  - 축자영감설
- 한국창조과학회
- 스콥스 재판
- 골격 해석
- 간격 창조주의
- 진화를 지지하는 정도
- 반지성주의
  - 사이비
  - 반과학
  - 음모론
- 유사과학
  - 쓰레기과학

## 주해
1. ↑  SDA, 정식명칭은 제칠일안식일예수재림교회(Seventh-day Adventist Church)이며, 안식일교회, 재림교회라고도 한다.

## 참고 문헌
- 로널드 L. 넘버스 (2016). 《창조론자들》. 새물결플러스. ISBN 9791186409558.
- Nicholas J., Matzke (2010년 5월 15일). “The Evolution of Creationist Movements” (PDF). 《Evolution: Education and Outreach》.